# Verge de la cadira
La Verge de la cadira (Madonna della Seggiola) és una pintura de l'artista renaixentista italià Raffaello Sanzio que data de 1513-1514. És una pintura a l'oli sobre taula, de forma rodona (tondo), amb unes dimensions de 71 cm de diàmetre. Tot i que hi ha documentació sobre la seva arribada al seu emplaçament actual, el Palau Pitti, encara es desconeix a qui va encarregar el quadre. La propietat del quadre és de la família Mèdici des del segle XVI.
Representa Maria abraçant el nen Jesús assegut en una cadira mentre el jove Joan Baptista el mira devotament. La Madonna della Seggiola és una de les més importants de les Madonnas de Rafael. La pintura també mostra l'ús de Rafael de la forma tondo i el seu enfocament naturalista per representar la Mare de Déu.